# 謝爾巴科夫山脈
71°51′S 10°32′E / 71.850°S 10.533°E
謝爾巴科夫山脈（英語：Shcherbakov Range）是南極洲的山脈，位於東部南極洲的毛德皇后地，是奧爾萬山脈的一部分，處於達爾曼山以東，全長32公里，該山脈由德國的探險隊發現。